# Lindisfarne
För andra betydelser, se Lindisfarne (olika betydelser).

Klosterruinen.

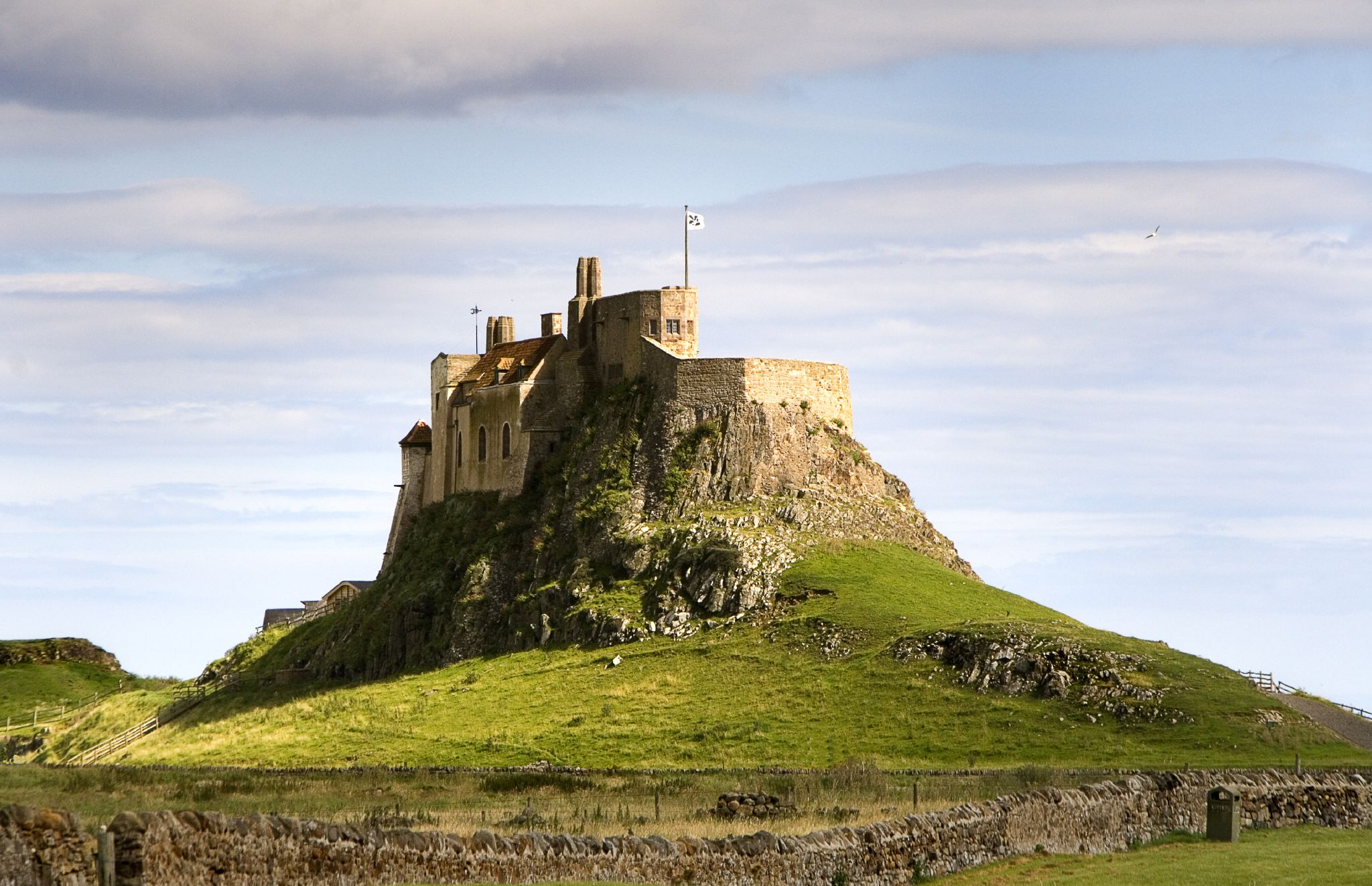
Slottet Lindisfarne.

Lindisfarne eller Lindesfarne, även kallad Holy Island (den heliga ön), är en ö, vilken vid ebb (två gånger om dagen) är förbunden med det engelska nordöstra fastlandet i Northumberland. 
Befolkningen uppgick år 2000 till 162 personer. Stora delar av ön är idag naturskyddsområde (främst för att freda fågellivet) och ön är ett omtyckt resmål för ornitologer. På ön finns Lindisfarne Castle, byggt på 1500-talet. Ön utgör en egen civil parish med namnet Holy Island.

## Klostret
Klostret grundades av Aidan av Lindisfarne på befallning av kung Oswald omkring 635. Det blev en bas för kristendomen i norra England, och bas för missioner till Mercia. Skyddshelgonet, Sankt Cuthbert av Lindisfarne, var först munk och sedan abbot i klostret, sedermera biskop av Durham.
Klostret är idag en ruin.

### Räden mot Lindisfarne 793
Lindisfarne är också känt från den första dokumenterade attacken från vikingar i England. Den 8 juni 793 brukar anses vara det datum då vikingatiden tog sin början genom att en skara vikingar då angrep klostret, dödade flera munkar, och tvingade resten att fly. De flyende munkarna tog med sig Sankt Cuthberts lik (senare begravt i katedralen i Durham) från ön. Munkarna skrev: I 350 år har vi och våra förfäder bott i detta underbara land. Men aldrig tidigare har ett sådant skräckvälde rått i Britannien som det vi nu utsätts för. Vi trodde inte att det var möjligt att göra en sådan sjöresa.

## Film och TV
Ett antal filmer och TV-serier har spelats in på Lindisfarne. Mest känd är Roman Polańskis Djävulsk gisslan (Cul-de-sac) från 1966.

### Filmografi
- Cul-de-sac (1966)
- The Tragedy of Macbeth (1971)
- Timewatch (1982), TV-serie
- Time Team (1994), TV-serie
- Cold Feet (1997), TV-serieavsnitt
- Meet the Ancestors (1998), TV-serie
- A History of Britain (2000), TV-serie
- Blood of the Vikings (2001), TV-serie
- Seven Ages of Britain (2003), TV-serie
- Vikings (2013), TV-serie[3]